# Cantonul Saint-Germain-Lembron
Cantonul Saint-Germain-Lembron este un canton din arondismentul Issoire, departamentul Puy-de-Dôme, regiunea Auvergne, Franța.

## Comune
- Antoingt
- Beaulieu
- Boudes
- Le Breuil-sur-Couze
- Chalus
- Charbonnier-les-Mines
- Collanges
- Gignat
- Mareugheol
- Moriat
- Nonette
- Orsonnette
- Saint-Germain-Lembron (reședință)
- Saint-Gervazy
- Vichel
- Villeneuve